# Worochta (gmina)
Worochta – dawna gmina wiejska w powiecie nadwórniańskim województwa stanisławowskiego II Rzeczypospolitej. Siedzibą gminy była Worochta.
Gminę utworzono 1 sierpnia 1934 r. w ramach reformy na podstawie ustawy scaleniowej z dotychczasowych gmin wiejskich: Tatarów i Worochta.
Pod okupacją zniesiona i przekształcona w gminę Tatarów.